# Oussama Tannane
Oussama Tannane (arabisch أسامة طنان, DMG Usāma Ṭannān; * 23. März 1994 in Tétouan) ist ein marokkanisch-niederländischer Fußballspieler. Er steht bei NEC Nijmegen unter Vertrag und absolvierte in seiner bisherigen Karriere auch Spiele für die marokkanische Nationalmannschaft.

## Karriere

### Verein
Oussama Tannane wuchs in den Niederlanden auf und begann mit dem Fußballspielen beim Amsterdamer Amateurverein AVV Zeeburgia, bevor er in das berühmte Nachwuchsleistungszentrum von Ajax Amsterdam wechselte. Für die Nachwuchsteams der Ajacieds spielte er bis 2009 und wechselte dann zum FC Utrecht. Nach nur einem Jahr zog es Tannane zur PSV Eindhoven und wechselte später zum SC Heerenveen. Am 2. August 2012 gab er sein Debüt als Profi, als er beim 4:0-Sieg im Hinspiel in der dritten Qualifikationsrunde zur UEFA Europa League gegen Rapid Bukarest zum Einsatz kam. In seiner ersten Saison im Erwachsenenfußball gehörte Oussama Tannane, der nicht viel gespielt hatte, in der Eredivisie oft nicht zum Spieltagskader der Profimannschaft, zudem wurde er auch durch Oberschenkelprobleme zurückgeworfen. Im Sommer 2013 wechselte er zum Ligakonkurrenten Heracles Almelo, wo er in seiner ersten Saison regelmäßig zum Einsatz kam, allerdings nicht Teil der Stammelf war, so war er in 23 Eredivisie-Einsätzen lediglich neunmal Teil der Startelf gewesen und das Saisonende verpasste er aufgrund einer Knöchelverletzung. In der zweiten Saison bei Heracles Almelo war Tannane zunächst Stammspieler geworden und wurde dabei zumeist als linker oder rechter Außenstürmer eingesetzt, allerdings wurde er Anfang Januar 2015 zusammen mit seinem Mannschaftskollegen Illias Bel Hassani für zunächst zwei Spiele suspendiert, nachdem er mit seinem Teamkollegen aneinandergeraten war, und kam auch deswegen bis zum Saisonende nicht mehr zum Einsatz; im Mai 2015 wurde er allerdings begnadigt. In der Hinrunde der Saison 2015/16 war er wieder Stammspieler auf der Position des rechten Außenstürmers, wobei er im Verlauf der Hinrunde sich allerdings eine Knieverletzung zuzog. In der Winterpause der Saison 2015/16 wechselte Oussama Tannane nach Frankreich in die Ligue 1 zu der AS Saint-Étienne. In seinem ersten halben Jahr pendelte er zwischen Startelf und Ersatzbank, in der Saison 2016/17 eroberte er sich zunächst einen Stammplatz und wurde dabei meist als rechter Außenstürmer eingesetzt, allerdings zog er sich dann eine Verletzung zu und verlor daraufhin seinen Stammplatz. In der Sommertransferperiode 2017 wechselte Tannane auf Leihbasis nach Spanien in die La Liga zu UD Las Palmas. Dort pendelte er zwischen Startelf und Ersatzbank, woraufhin in der Winterpause der Leihvertrag wieder aufgelöst wurde. Nach der Rückkehr zur AS Saint-Étienne blieb Oussama Tannane ein Stammplatz verwehrt.
Im Sommer 2018 wurde er zurück in die Niederlande zu seinem Jugendverein FC Utrecht verliehen. Auf verschiedenen Offensivpositionen eingesetzt, war Tannane Stammspieler, ehe er am 1. Februar 2019 suspendiert wurde. Im Juli 2019 folgte erneut eine Leihe in die Niederlande, dieses Mal zu Vitesse Arnheim. Hier erkämpfte sich Oussama Tannane – als rechter Außenstürmer oder als offensiver Mittelfeldspieler eingesetzt – einen Stammplatz, wobei er zwischenzeitlich wegen einer Knieverletzung pausieren musste; die Saison wurde aufgrund der COVID-19-Pandemie vorzeitig abgebrochen. Zur Saison 2020/21 wurde er fest verpflichtet. Mit sieben Toren trug Tannane – nun als offensiver Mittelfeldspieler eingesetzt – zum vierten Platz der Arnheimer bei und erreichte zudem mit dem Verein das Finale im KNVB-Beker, wo Vitesse gegen Ajax Amsterdam verlor.

### Nationalmannschaft
Oussama Tannane absolvierte zwei Partien für die niederländische U21-Nationalmannschaft. Später entschied er sich für die marokkanischen Auswahlteams zu spielen und absolvierte bisher elf Spiele für die marokkanische A-Nationalmannschaft (zwei Tore).